# KK Iskra Bugojno
Košarkaški klub Iskra, košarkaški klub iz Bugojna. 

## Povijest
Prva utakmica u Bugojnu odigrala se 1973. godine. Nositelji razvoja košarke bili su profesori veliki zaslužnik kluba Slavko Zubić, Tone Vukadin i Franjo Pokrajčić. Hrvati su zaslužni za razvijanje košarke i osnivanje kluba. Zahvaljujući direktoru Milenku Juričiću ljeta 1973. godine postavljena su 4 koša na igralištu stadiona Mladost iza bugojanske gimnazije, što je pomoglo omasovljenju igranja košarke u Bugojnu i osnivanju kluba. Inicijatori osnivanja Košarkaškog kluba Iskra bili su nastavnik Slavko Zubić, Stjepan Tomas, Mirza Bečirović, Zoran Borovnjak, Čedo Petranović i Risto Golić. Klub je osnovan 17. rujna 1974. godine. U klubu je tad bilo 150 mladića. Prvi predsjednik kluba bio je Žarko Jovanović, potpredsjednik Milenko Juričić, tajnik Amir Šečić, trener Slavko Zubić. Prvi trening održan je 20. listopada 1974. godine na kojem je bio 21 igrač. Prvi registrirani igrači bili su: Jovica Berović, Stjepko Tomas, Sead Strukar, Duško Jovanović, Predrag Marić, Mirza Bečirović, Zoran Borovnjak, Mladen Ivoš, Mustafa Mutevelić, Čedo Petranović, Milenko Jovanović, Risto Golić, Goran Borovnjak, Mensur Duzić, Mladen Kolovrat, Momčilo Garić, Zenit Kelić, Krešimir Kolovrat, Sead Halilović i Enes Gudić. Natjecali su se u ondašnjoj Drugoj Republičkoj ligi. Rat i prateća loša ekonomska situacija poslije rata otežali su djelovanje. Klub je prestao s rado. Klub je obnovio rad 20. siječnja 2001. godine, a obnovili su ga aktivisti koji vole košarku u Bugojnu. Za predsjednika kluba izabran je Dragan Kalaba, a potpredsjednika Enes Mehić. I tad je bila teška ekonomska situacija pa je vodstvo odlučilio da se u prvih nekoliko godina ne natječu u skupim bosanskohercegovačkim ligama nego se posvete radu s mlađim sekcijama kluba da bi se košarka vratila u grad. Svi su članovi kluba radili volonterski, od trenera do rukovodstva. Zabilježili su dobre rezultate u omladinskim ligama i stvaranju mladih košarkaša. Problem je predstavljalo oformiti seniorsku momčad i njenu stalnost u radu, pa ja današnja uprava kluba to postavila kao jedan od osnovnih ciljeva. Seniorski sastav natjecao se sezone 2013./2014. u kojoj su bili izvrsni treći u A2 ligi – Sjever. Ambicija kluba je ući u A1 ligu FBiH. Pretpostavki za to ima, jer ovaj kraj je uvijek imao više dvometraša nego drugi krajevi, a lokalni stručnjacismatraju da kad bi vratili bugojanske košarkaše koji igraju u drugim klubovima u Bugojno, da bi bili kandidati za osvajanje državnog prvenstva. Klub ima i žensku sekciju.